# Girl Haunts Boy
Girl Haunts Boy is een Amerikaanse romantische fantasyfilm uit 2024 geregisseerd door Emily Ting. De film ging op 10 oktober 2024 in première.

## Verhaal
De film volgt Cole die na het overlijden van zijn vader samen met zijn moeder verhuist naar een nieuwe stad. Daar ontdekt Cole dat hij een kamer deelt met de geest van de zeventienjarige Bea, een avontuurlijke tiener uit 1920 die door een vloek van een oude ring in het huis rondwaart. De twee eenzame tieners worden snel vrienden met elkaar en worden uiteindelijk zelfs verliefd. Maar wanneer Cole een manier ontdekt om de vloek ongedaan te maken, moet hij kiezen of hij Bea bij zich wil houden of haar van de vloek bevrijden en haar dus laten gaan.

## Rolverdeling
| acteur                | personage        |
| --------------------- | ---------------- |
| Michael Cimino        | Cole Sanchez     |
| Peyton List           | Bea              |
| Phoebe Holden         | Lydia Anderson   |
| Andrea Navedo         | Catarina Sanchez |
| Brandon Michael Hall  | meneer Porter    |
| Christine M. Campbell | mevrouw Elliot   |
| Ethan Herschenfeld    | Julian           |
| Shivani Mendez        | Amy              |
| Taip Ceman            | Nelson           |
| Michael Castillejos   | vader van Cole   |
| Raina Pellinger       | heks             |

## Achtergrond
De film werd geregisseerd door Emily Ting en geproduceerd door Mark Burton en Aaron Parry. Het scenario van de film werd geschreven door Cesar Vitale en Dustin Ellis. De film had als werktitel B-Loved. De opnames van de film vonden onder meer plaats in Montclair (New Jersey), Verenigde Staten. Hoofdrollen in de film waren weggelegd voor onder anderen Peyton List, Michael Cimino, Phoebe Holden en Andrea Navedo.

## Release en ontvangst
In september 2024 werd de eerste trailer van de film uitgebracht. Girl Haunts Boy ging op 10 oktober 2024 wereldwijd in première op streamingdienst Netflix, hierbij verscheen de film gelijktijdig ook op andere video on demand-diensten. De film werd door recensenten in het algemeen positief ontvangen. Op Rotten Tomatoes heeft de film een score van 92% op basis van 12 beoordelingen.